# Глебов, Михаил Иванович
Михаил Иванович Глебов — русский военный и государственный деятель, стряпчий (1658), стольник (1662), думный дворянин (1684), окольничий (1689), воевода в Царицыне и Саратове, сын стряпчего Ивана (Порфирия) Моисеевича Глебова, который, по данным «Российской родословной книги» князя П. В. Долгорукова, был представителем рода Глебовых (потомков Облагини).

## Служба при Алексее Михайловиче
В 1653—1654 годах Михаил Иванович Глебов начал службу жильцом. В 1654—1655 годах участвовал в царских походах на Великое княжество Литовское. В 1656 году принимал участие в походе царя Алексея Михайловича на Ригу. Находился в царском полку, а из Вильно и Риги следовал в Москву в сотне за царем.
9 мая 1655 года М. И. Глебов получил поместный оклад — 400 четей и денежный оклад — 10 рублей. В 1658 году был пожалован в стряпчие. В 1660 году в Москве было сформировано русское посольство во главе с тремя боярами «для мирного постановления» с Речью Посполитой. При каждом из «великих и полномочных послов» состояло несколько человек. Стряпчий Михаил Глебов находился при боярине Петре Васильевиче Большом Шереметеве.
В 1658—1659 и 1660—1661 годах Михаил Иванович Глебов служил в полку под командованием князя Юрия Алексеевича Долгорукова и участвовал в боях с польско-литовскими войсками. 22 января 1662 года был пожалован из стряпчих в стольники. 19 августа того же года был отправлен в Севск к боярину Петру Васильевичу Шереметеву с наказом и со списками дворян и детей боярских. В 1667—1668 годах служил в полку князя Петра Алексеевича Долгорукова под Глуховом, а 1668—1669 годах — в полку князя Григория Семёновича Куракина, воевавшего против крымских татар. В 1669—1671 годах М. И. Глебов участвовал в царских осенних и зимних походах на богомолья.
В 1669 году стольник Михаил Иванович Глебов «дневал и ночевал» при гробе царевича Симеона Алексеевича. В 1671 году был назначен воеводой в Царицын, а 12 марта 1674 года был переведен на воеводство в Саратов, где оставался до 1676 года. Он перенес Саратов с луговой стороны на горную и построил городские стены и башни. В 1677 году М. И. Глебов разбирал курмышских, цывильских и ядринских ратных людей.

## Служба при Фёдоре Алексеевиче
С 2 мая 1678 по 6 апреля 1680 года — второй воевода в Тобольске, заместитель первого воеводы боярина Петра Васильевича Большого Шереметева. В октябре 1680 года Михаил Иванович Глебов был назначен в Судный приказ товарищем судьи князя И. И. Дашкова. Вместе с ним были назначены его родственники Богдан и Никита Даниловичи Глебовы, причем было приказано «Глебовым быть меж себя без мест».

## Служба при царях Иване и Петре Алексеевичах
В 1682 году Михаил Иванович Глебов был назначен полковым воеводой в Царицыне, где должен был вести военные действия против «воровских казаков». В сентябре был сменен по болезни. 2 сентября 1684 года М. И. Глебов был пожалован в думные дворяне. 1 марта 1685 года получил денежный оклад в размере 250 рублей. В том же 1685 году — патриарший боярин, сопровождал в этом году царя Ивана Алексеевича в Спасский монастырь к обедне и панихиде по тетке Ирине Михайловне, а в вербное воскресенье участвовал в церемонии «шествия патриарха на осляти».
20 ноября 1689 года за службу в Царицыне и Саратове Михаил Иванович Глебов получил прибавку к денежному окладу в 100 рублей. 21 декабря того же 1689 года был пожалован в окольничие. В 1693 году вторично участвовал в церемонии «шествия патриарха на осляти».
В 1694 году окольничий Михаил Иванович Глебов управлял Патриаршим приказом, неоднократно принимал участие в крестных ходах московских соборов и монастырей. В 1696 году «дневал и ночевал» при гробе царя Ивана Алексеевича. В 1699 году был на службе под Азовом, куда «для его старости» был прислан его сын Леонтий.
В 1712 году Михаил Иванович Глебов упоминается в числе лиц, которым царским указом было предложено жить на острове Котлин и строиться в Санкт-Петербурге. Последнее упоминание о М. И. Глебове относится к 1714 году. На свадьбе Никиты Моисеевича Зотова, когда все придворные должны были «костюмироваться», и держать в руках музыкальные инструменты по списку, лично составленному царем Петром Великим, в терликах были: Михаил Иванович Глебов, Алмаз Тимофеевич Лихачев, князь Пётр Лукич Львов, Пётр и Никита Хитровы, Борис Иванович Лихачев, Андрей Крефт. У их имен заметка: «Сии без игр для того, что от старости своей не могут ничего в руках держать».
18 декабря 1659 года Михаил Иванович Глебов получил поместно-денежный оклад — 450 четей и 18 рублей. К 1675 году его оклад достиг 1000 четей и 82 рублей. В 1689 году денежный оклад Глебова возрос до 655 рублей.
В 1668 году Михаилу Ивановичу Глебову принадлежало поместья и вотчины в Пошехонском, Коломенском, Веневском и Рязанском уездах. В 1680 году в его владении находился 241 крестьянский двор в Костромском, Пошехонском, Коломенском, Веневском, Епифанском, Мценском и Орловском уездах, собственный двор в Московском уезде. За ним числилось ещё 31 двор в Дмитровском и Мещовском уездах, которые он уступил тестю и мачехе. В 1683 году владел в Московском уезде пустошами Юшковой и Слепушкиной, где построил церковь во имя Николая Чудотворца.

## Семья
Отец: Иван Андреевич Дурнова Глебов.
Михаил Иванович Глебов был женат на дочери Сидора Ладыженского (по другим источникам на Прасковье Юрьевне Чернопятовой).
Дети: Василий Михайлович Глебов — стольник, Леонтий Михайлович Глебов — стольник, Фёдор Михайлович Глебов — стольник. Его дочь стала женой князя Петра Тимофеевича Козловского.